# BNT 4
BNT 4 (БНТ 4) je bulharská veřejnoprávní televizní stanice, který vlastní a obsluhuje Bulharská národní televize.

## Historie

### 1999—2010
První vysílání programu se uskutečnilo dne 2. května 1999, pod tehdejším názvem TV Bulgaria bulharsky ТВ България.
První programovým ředitelem byla Agnesa Vasileva.
Na začátku program spustil opakováním toho nejlepšího z archivu BNT, bulharské hrané filmy a hudební pořady.
Stanice má za sebou velmi úspěšné vlastní produkce jakými jsou "Velvyslanci z Bulharska" či "Přelet nad celou noc."
Dne 14. září 2008 byl kanál přejmenován a název byl změněn na BNT Sat.
Dne 20. prosince 2010 byl kanál opět přejmenován na BNT Svjat bulharsky БНТ Свят.
BNT Svjat vysílá zdarma přes satelit. Online stream je k nalezení na oficiální stránce BNT zde.

### Kódování
V červnu 2013 se nekódovaná stanice BNT World objevila na stejném kmitočtu, které pro šíření některých programů využívá ve své nabídce i česko-slovenská satelitní služba Skylink. Transpondér číslo 226 (kmitočet 12207/V) našemu operátorovi poskytuje například programy MTV Live HD, iConcerts HD, Viasat History HD/Viasat Nature HD, případně National Geographic Channel HD. Nepočítáme-li promo kanál Satellite BG a stanici Planeta HD, BNT World je jedinou televizí, která je šířena v nabídce bulharského operátora bez kódování.